# مردم امروز
مردم امروز، روزنامه‌ای خبری و تحلیلی بود که از ۶ دی ۱۳۹۳ منتشر می‌شد. این روزنامه که حامی دولت یازدهم بود، در ۲۷ دی ۱۳۹۳ بعد از تنها ۱۹ شماره انتشار توقیف و ۲۹ دی بر اساس تصمیم هیئت نظارت بر مطبوعات، لغو امتیاز شد.

## توقیف
مردم امروز ۲۷ دی ۱۳۹۳ بعد از تنها ۱۹ شماره انتشار، با حکم شعبه ۲ دادگاه فرهنگ و رسانه توقیف و ۲۹ دی بر اساس تصمیم هیئت نظارت بر مطبوعات در ایران، امتیاز روزنامه لغو و پرونده آن به دادگاه ارسال شد. در این حکم به استناد بند یک و هفت ماده شش قانون مطبوعات، از ادامه انتشار منع شده است.
محمد قوچانی دلیل توقیف را انتشار تصویر جورج کلونی با سنجاق سینه «من شارلی هستم» و تیتر این مطلب یعنی «کلونی: من هم شارلی هستم» اعلام کرد. جرج کلونی، بازیگر و تهیه‌کننده آمریکایی در مراسم گلدن گلوب برای همبستگی با روزنامه‌نگاران به قتل رسیده در تیراندازی دفتر شارلی ابدو سنجاق سینه‌ای به کتش چسبانده بود که روی آن نوشته شده بود: «من شارلی هستم». تصویر او با این شعار در رسانه‌های جهان و در شبکه‌های اجتماعی بازتاب بسیار گسترده‌ای پیدا کرد. این درحالی است که پیش از این، محمد قوچانی به خبرگزاری فارس گفته بود که تیتر «من شارلی هستم» قبل از چاپ آخرین شماره هفته‌نامه شارلی ابدو و انتشار دوباره کاریکاتور پیامبر اسلام، انتخاب و منتشر شده بود. همچنین این روزنامه در شماره ۲۷ دی دربارهٔ تیتر نخست شماره ۲۳ دیماه خود دربارهٔ همدردی با «شارلی ابدو» توضیحاتی را داده بود.

### واکنش‌ها
- زهره طبیب‌زاده، نماینده تهران در مجلس در گفتگویی که خبرگزاری فارس با او انجام داد از علی جنتی، وزیر فرهنگ و ارشاد اسلامی خواست با این روزنامه برخورد قاطع کند.[۶]
- حمید رسایی، نماینده منتقد دولت در مجلس به جمع‌آوری امضاء برای نامه‌ای پرداخت که در آن درخواست برخورد شدید با روزنامه مردم امروز مطرح شده بود. گزارش شد که حدود ۷۰ نماینده این نامه را امضاء کردند.[۹]
- روزنامه کیهان به مدیرمسئولی حسین شریعتمداری نیز به این روزنامه اعتراض کرده بود.[۱۰]
- سازمان گزارشگران بدون مرز با انتشار بیانیه‌ای این اقدام مقامات ایران را محکوم کرد. در بخشی از بیانیه سازمان گزارشگران بدون مرز آمده است: "روزنامه مردم امروز پس از انتشار ۱۹ شماره توقیف شد. اما از فردای انتشار این روزنامه و حتا پیش از انتشار آن رسانه‌های محافظه‌کار و نزدیک به سپاه پاسداران و نهادهای امنیتی از جمله روزنامه کیهان که تحت نظر رهبر جمهوری اسلامی منتشر می‌شود، با اعمال فشار خواهان توقیف این روزنامه شده بودند." در این بیانیه آمده است که روزنامه کیهان خواهان "بازداشت روزنامه‌نگاران و به ویژه سردبیر روزنامه، محمد قوچانی شده است."[۱۱]